# ЕВРЕГИО
ЕВРЕГИО (нем. и нидерл. EUREGIO) — объединение коммун и территориальных общин западной Германии и восточных Нидерландов, в которое входит около 130 городов, округов и общин.
ЕВРЕГИО был образован в 1958 году как первый Еврорегион на территории немецких Мюнстерланда, юго-западных районов земли Нижняя Саксония и восточных регионов Нидерландов. Административным центром ЕВРЕГИО является немецкий город Гронау в земле Северный Рейн-Вестфалия, находящийся на границе с нидерландской провинцией Оверэйсел.

## Округа, входящие в составЕВРЕГИО
- Германия:
  - Нижняя Саксония:
    - Округ графство Бентхейм
    - Округ Оснабрюк
    - Оснабрюк (город)
    - часть южного Эмсланда (Эмсбюрен, Шпелле, Зальцберген)

  - Северный Рейн-Вестфалия:
    - Округ Боркен
    - Округ Коэсфельд
    - Округ Штайнфурт
    - Округ Варендорф
    - Мюнстер (город)
- Нидерланды:
  - провинция Гелдерланд:
    - регион Ахтерхок
    - община Варнсвельд

  - провинция Оверэйсел:
    - регион Твенте
    - часть северо-восточного Оверэйсела: (Далфсен, Харденберг, Оммен).

  - провинция Дренте:
    - община Куворден